# Castelo de Bayrén

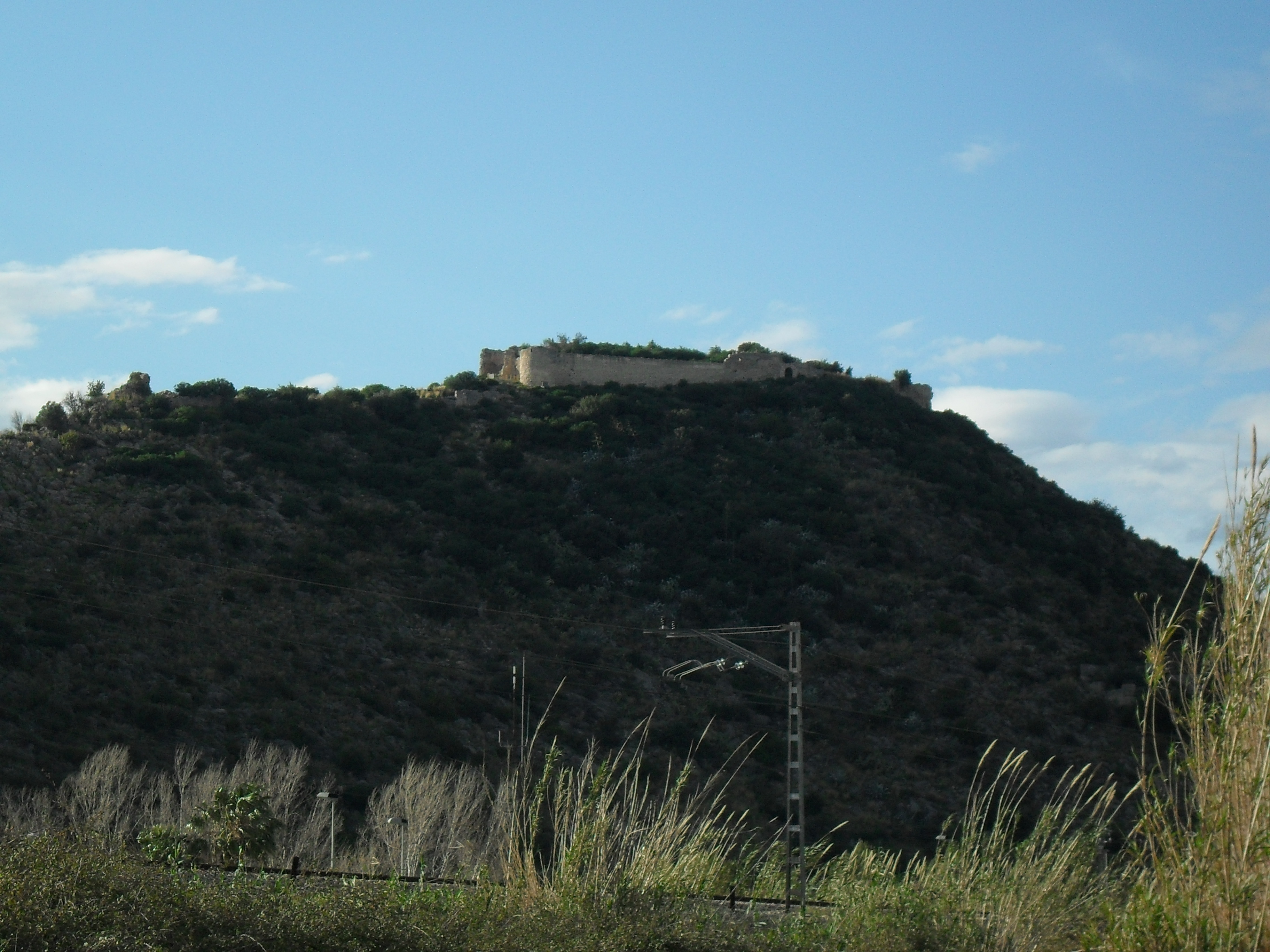
Castelo de Bayrén

O Castelo de Bayrén localiza-se no município de Gandia, na província de Valência, na comunidade autónoma da Comunidade Valenciana, na Espanha.
Ergue-se em posição dominante sobre uma elevação, a cerca de três quilómetros do centro histórico da cidade e a outro tanto da praia de Gandía. A Oeste, inicia-se a serra de Montdúver e, em suas faldas, mirando a Leste, o pântano do pântano de Gandía. De seu sítio descortina-se uma vista panorâmica da praia e do mar Mediterrâneo.

## História
Acredita-se que a primitiva ocupação de seu sítio remonte a uma fortificação romana, com a função de vigilância da costa.
A povoação de Gandía foi fundada por volta de 1240, próximo a uma povoação muçulmana em Beniopa.
No contexto da Reconquista cristã da região, quando as forças de El Cid conquistaram Valência, alargando o seu território alcançaram a área de Gandía em 1097. Nesse ano, diante do Castelo de Bayrén, feriu-se uma batalha entre um grupo de forças Almorávidas por um lado, contra as de El Cid e Pedro I de Aragão por outro. Entretanto, com a retomada de Valência pelos muçulmanos, também o Castelo de Bayrén caiu em poder deles.
Foi definitivamente reconquistado pelas armas cristãs de Jaime I de Aragão em 1240, após a rendição de Abecendrel.
Actualmente encontra-se em ruínas, mesmo tendo sido promovidos esforços para recontruí-lo. A muralha voltada para o mar, entretanto, foi a única a ser reerguida.

## Características
Ocupa uma área aproximada de nove hectares.